# Myxosporium necans
Myxosporium necans är en svampart som beskrevs av Peck 1908. Myxosporium necans ingår i släktet Myxosporium, divisionen sporsäcksvampar och riket svampar.   Inga underarter finns listade i Catalogue of Life.